# Motika
Die Motika (Pl. Motiken) war ein Feldmaß in Gebieten der Militärgrenze und wird als ungarisches Maß geführt. Vorrangig war es ein Weinbergsmaß, dessen Größe unterschiedlich in Küstenregionen (200 Quadratklafter) zum  Landinneren (250 Quadratklafter) war.
- 1 Motika = 200 Quadratklafter = 7,1933 Ar = 719,33 Quadratmeter[2]

Dieses Flächenmaß galt nur in dem Teil der österreich-ungarischen Monarchie, der jenseits der Drau lag, das entspricht dem heutigen Kroatien. Auch in Serbien kam das Maß vor.